# 아케치 미쓰히데
아케치 미쓰히데(일본어: 明智 光秀, 에이쇼 13년(1516년)/교로쿠 원년(1528년) ~ 덴쇼 10년 음력 6월 13일(1582년 7월 2일))는 센고쿠 시대, 아즈치모모야마 시대의 무장이다.
통칭은 주베에(十兵衛), 아버지는 아케치 미쓰쓰나(明智光綱)라고 알려져 있다. 여생의 반은 알려져 있지 않다. 유아명은 모모마루(桃丸). 아호는 쇼안(咲庵). 태어난 년도는 1528년(교로쿠(享禄) 원년) 또는 1526년(다이에이(大永) 6년)의 두가지 설이 있다. 태어난 곳도 기후현 가니시(可児市)에 있는 아케치(明智)의 아케치성, 야마가타시(山県市) 미야마(美山) 등 두 가지 설이 있다.
미노 아케치 성주로서 사이토 도산의 가신이었다. 그가 죽은 후에는 여러 영지를 돌아 다녔으며, 뒤에 오다 노부나가의 가신으로 활약한다. 혼노지의 변을 일으켜 노부나가를 자결케 한 인물로 유명해진 무장이다.

## 생애

### 오다가 가신전
청년기의 이력은 불명확한 것이 많지만, 통설에 의하면, 미노국 슈고 도키씨의 일족으로 센고쿠 다이묘 사이토 도산을 섬긴다. 1556년 도산과 그의 아들 요시타쓰 간의 싸움에서는 도산의 편을 들었다. 이 싸움에서 요시타쓰가 아케치 성 공격하고, 이때 아케치 일족은 흩어지게 된다. 어머니쪽의 와카사 다케다가의 도움으로 에치젠국의 아사쿠라가를 섬긴다.
아시카가 요시아키가 매부인 다케다 요시즈미를 의지해 와카사로 오고, 그 후 에치젠 아사쿠라가로 도망오게 된다. 이때 미쓰히데는 요시아키와 접촉을 갖는다. 미쓰히데의 어머니는 다케다 요시즈미와 남매관계로 알려져 있다. 또, 아사쿠라 요시카게의 어머니도 와카사 다케다가 출신으로 있었고, 이런 연후로 요시아키 접대역으로 임명되었다고 생각된다. 요시아키는 아사쿠라의 상경을 기대했지만, 요시카게는 미동도 하지 않는다. 그래서, 미쓰히데를 통해 오다 노부나가가 교토를 공격 자신을 세이이타이쇼군으로 옹립되도록 요청한다. 미쓰히데의 숙모가 사이토 도산의 부인으로, 노부나가의 정실인 사이토 도산의 딸(노히메)과는 사촌관계로 있을 가능성이 있는 것 같다. 그 인연으로 요시아키의 부탁을 노부나가에게 청했다고 전해진다.

### 오다가의 가신으로
1569년경 기노시타 히데요시 등과 함께 오다가가 지배하는 교토 부근의 정무를 담당한다. 요시아키와 노부나가가 대립하기 시작하자, 요시아키와 결별하고 노부나가의 가신이 된다. 그리고, 수많은 전공을 세워 1572년경에는 오미국 시가 군을 영지로 받아 그곳에 사카모토 성을 축성한다. 1575년에는 고레토라는 성(姓)과 휴가노카미라는 관직을 부여받는다.
성주가 된 미쓰히데는 이시야마 혼간지와 노부나가를 배반한 아라키 무라시게, 마쓰나가 히사히데를 공격하는 등 긴키 각지를 전전하고, 단바국 공략을 담당한다. 1579년에 드디어 단바 국을 평정하고, 단바국을 영지로 받아 가메야마 산성, 요코야마 산성(현 후쿠치야마성), 슈잔성을 축성한다. 그의 영지가 교토를 잇는 길목인 도카이도와 산인도에 위치하는 것만 봐도 오다가에 있어서 미쓰히데는 중요한 요직에 있어다고 하겠다. 또, 단바를 배정받은 동시에 단고의 호소카와 후지타카, 야마토의 쓰쓰이 준케이 등의 긴키 지방의 이들 다이묘에 관한 지휘권을 부여받는다. 근년 역사가들은 이 지위를 간토칸레이에 버금가는 '긴키칸레이'이라고도 부른다. 1581년에는 교토에서의 노부나가의 무력시위가 있었고, 이때 모든 직무를 담당했었다.

### 혼노지의 변
1582년 하시바 히데요시의 모리 정벌(주고쿠 지방) 지원을 명받아 출진한다. 도중 음력 6월2일(6월21일) 이른 아침 교토로 들어설 즈음 주군 노부나가 토벌의 의지를 천명했다고 한다. 이리하여 미쓰히데는 노부나가가 묵고 있는 교토의 혼노지에 군을 두 부대로 나누어 급습한다. 소수의 병력만으로 지키고 있던 노부나가는 그 곳에서 자결한다. 또 니조 어소에 있던 노부나가의 적자 오다 노부타다와 교토의 치안을 담당했던 무라이 사다카쓰를 제거한다.
혼노지의 변에서 자신이 모셨던 주군을 죽임으로써 배신자란 이름을 남겼지만, 미쓰히데에게 동정을 품는 사람도 적진 않다. 그리고, 이 사건으로 인해 후대에서는 미쓰히데에게 초점을 둔 작품이 많이 등장하게 된다.

### 야마자키 전투

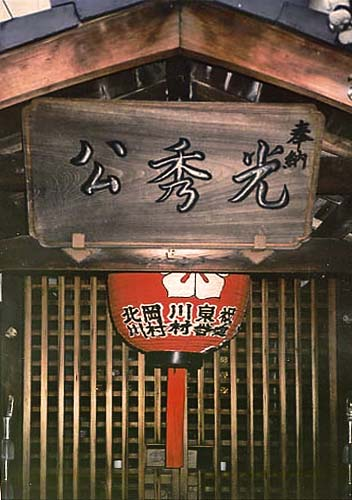
아케치 미쓰히데의 제를 지내는 고쿠쇼지(谷性寺)

교토를 제압한 미쓰히데였지만, 협력을 구한 호소카와 후지타카와 쓰쓰이 준케이의 대응은 기대 밖이었다. 그리고, 미쓰히데 스스로 신정권 정비를 할 틈도 없이 11일후 주고쿠로부터 돌아온 하시바 히데요시와 겨루게 된다. 하시바 군 24,000(26,000 ~ 40,000)에 비해 아케치군 12,000(16,000 ~ 18,000)은 수적으로는 불리했지만, 아케치 군은 당시 오다 군단 내에서 뛰어난 뎃포(조총)운용 능력을 가지고 있어, 하시바 군으로써도 결코 낙관적이진 않았다.
그러나, 명분상에서 불리한 미쓰히데에게 붙는 노부나가의 가신은 적었다, 그리고, 하시바 군에 병력상으로도 밀려 패전하게 된다. 그 날밤 미쓰히데는 사카모토로 도망가지만, 가는 도중 오구리스(교토시 후시미구)에서 토착 농부의 손에 의해 목베임을 당해 어이 없는 최후를 맞게 된다.
하지만, 미쓰히데의 목은 부패가 심하게 되어, 정말 미쓰히데인지는 알 수 없었다. 그래서, 미쓰히데가 난코보텐카이(南光坊天海)라는 사람과 동일인물이라는 설이 있다.

## 미쓰히데의 수수께끼

### 그리스도교도 설
미쓰히데가 사용했던 인장은 그리스도교와 관련된 모양이 있다는 것이 판명되었다. 또 딸 다마코와 가신 다카야마 우곤과 측근들이 그리스도교도가 많았다.

### 아타고햐쿠인의 진상
아타고햐쿠인이란, 미쓰히데가 혼노지의 변을 일으키기 전 교토 아타고 산의 아타고 신사에서 개최된 연가회를 말한다. 이 연가회에서 미쓰히데는 모반에 대한 생각을 나타냈다고 하지만, 의문점이 많다. 또 이 연가회에 참석한 사토무라 조하 등 미쓰히데 이외의 참석자에서도 이해할 수 없는 행동이 많았다. 하기에서는 아타고햐쿠인의 이해할 수 없는 점과 아직 명확히 알 수 없는 것에 관해서 기술했다.
미쓰히데는 이 연가회에서 "時は　今　雨が下しる　五月哉(때는 바야흐로/비가 내리는/오월이로다)"라고 첫 구절을 읊었다. 이 구절은 "土岐は今　天が下知る　五月哉(도키가 바야흐로/천하를 아는/오월이로다)"라고 할 수 있고, 미쓰히데는 도키 가문과 혈연이 있으므로 해석하면 "미쓰히데가 천하를 호령한다."라는 의미라는 설이 있다. 혹은 "天が下知る(천하를 안다)"라는 것은 조정이 천하를 다스린다. 라는 존황사상에 토대를 두었다고 생각할 수도 있어, 미쓰히데의 모반이 황실과 관련된 것임을 시사하는 글로 꼽히기도 한다.
정말 연가에 미쓰히데의 모반의 의지가 있다면, 첫 구절이 아닌, 두 번째 구절도 살펴볼 필요가 있다는 주장도 있다. 두 번째 구절은 "水上まさる庭のまつ山(물이 차오르는 정원을 기다리는 산)"이다. 우선 水上まさる(물이 차오른다)란, 미쓰히데의 가문은 족보를 더듬어 올라가면 겐지(源氏) 일족 출신이고, 노부나가의 오다 일족은 다이라 가문(헤이케平家, 헤이지平氏) 출신이다. 차오른다는 구절과 삼수변이 겐지의 源과 이어지고, 庭(정원)은 조정을 비유한 것으로 볼 수 있고, まつ山(기다리는 산)란 대망(待望)이라는 대응구가 된다. 따라서 두 번째 구절도 해석하면, "겐지(미쓰히데)가 승리하기를 조정도 바라고 있다."가 된다.

### 혼노지의 변의 원인
미쓰히데가 혼노지의 변을 일으켜 주인인 노부나가를 친 데는 여러 가지 이유가 지적되지만, 확실한 모반 이유에 대해서는 결론이 나지 않았다. 밑은 현재 주장되고 있는 주요한 가설들이나, 후세의 창작이 많으므로 주의할 것.

#### 원한설
주군 노부나가는 성미가 급하고 다혈질적인 성격이었기 때문에 미쓰히데를 학대하거나 심하게 대했다는 사료들이 여럿 있다. 이를 대표하는 예는 다음과 같다.
- 노부나가가 술을 강요해, 술을 먹지 않는 미쓰히데가 거부하자, 노부나가 말하기를 "나의 술을 마시지 않는가, 그럼 이걸 마셔라"며 칼을 입앞에 가져가 위협한다.
- 술자리에서 미쓰히데가 눈에 띄지 않게 도중에 자리를 비우려 하자 "このキンカン頭(금귤머리=대머리)"라며 만석 중에 노부나가가 화를 내며 머리를 쳤다.[4]
- 미쓰히데의 가신이었던 사이토 도시미쓰가 이나바 가문을 떠나 아케치 가문으로 왔을때, 이나바 요시미치는 오다 노부나가에게 도시미쓰를 자신에게 배속시켜 줄 것을 요구했다. 이에 노부나가도 도시미쓰에게 이나바 가의 밑에 들어갈 것을 재촉했으나, 미쓰히데는 "다른 사람에게 구애를 받을 만큼 좋은 신하를 두지 않는다면 주군 밑에서 큰 공을 세우지 못합니다."라며 거절했다. 이때 노부나가가 역정을 냈다고 전해진다.
- 단바 야가미 성에 인질로 미쓰히데의 어머니를 보내고, 신변의 안전을 보장받고 항복한 전 야가미 성주 하타노 히데하루, 히데나오형제를 노부나가가 제멋대로 처형했다. 이에 격분한 야가미 성 가신은 미쓰히데의 어머니를 살해해 버린다. (에혼타이코우키의 창작)
- 다케다가를 멸문시킨 도쿠가와 이에야스의 공을 치하하기 위해 노부나가는 아즈치성에 이에야스를 초대한다. 그리고, 그 접대역으로 미쓰히데를 지목한다. 접댓날 교토 지방의 생선요리가 진상되었다. 하지만, 노부나가는 생선이 썩었다며 집어 던져버렸고, 곧 생선 썩은 냄새가 진동하게 된다. 여러 사료에서 증언되는 바이지만, 오와리 출신인 노부나가는 소금간이 짙게 밴 음식을 좋아했으나 교토풍 요리는 소금간을 옅게 하여 노부나가의 입에 맞지 않았기 때문이다.
- 가이시나노다이묘 다케다 가쓰요리 정벌 때에 시나노의 반 다케다파의 호족이 오다 군 수하로 집결하는 것을 보고 [우리들이 애쓰고 노력했던 가이가 저기 있다.]라고 미쓰히데가 말을 하자, [네가 무엇을 했느냐.]라고 노부나가가 격노하고, 소성인 란마루(모리 나리토시)에게 부채로 맞아 미쓰히데는 수치심을 느꼈다고 한다. (아케치군키에서)
- 노부나가가 시가군(오미 사카모토), 단바를 몰수하고, 대신 주고쿠 2개국(이즈모, 이와미)를 공격해 그 곳을 영지로 삼아라. 라고 했다는 것이다.
- 미쓰히데에게 노부나가가 히데요시를 지원하라는 명을 내렸는데, 미쓰히데는 자신보다 신분이 낮은 히데요시의 지휘를 받는 것이 굴욕적이었다는 설. 그러나 당시의 상식으로는 지원군으로 간 무장이 지휘관보다 신분이 낮아도 모욕적인 일은 아니었기 때문에, 이는 후세의 과장이다.

#### 야망설
미쓰히데 자신이 천하통일을 노렸다는 설. 그러나 이 설은 근거가 부족하다는 평가를 받고 있다. "지장으로 알려진 미쓰히데가 이와 같은 모반으로 천하를 얻는다고 믿었을 리 없다."라는 의견과 "상대의 100배이상의 병력으로 기습해 노부나가를 죽였는데 이것 이상 좋은 찬스는 없다."라는 의견이 있다.

#### 공포심설
노부나가는 그를 오랫동안 모셔왔던 사쿠마 노부모리, 하야시 히데사다 등을 추방했다. 이에 미쓰히데가 만약 성과를 이루지 못한다면, 자신도 머지 않아 추방될 것을 우려해 모반을 했다는 설이다. 혹은 지금까지 없었던 새로운 정치, 군사정책을 이행하는 노부나가의 개혁에 대해, 고사에 밝았던 미쓰히데는 옛것을 중시하는 경향이 있어 모반을 했다는 설이 있다.

#### 쇼군지령설 /무로마치 막부부흥설
미쓰히데는 아시카가 요시아키와 오다 노부나가 둘을 맺어 주는 역할로 해서 노부나가의 가신이 되었다. 이 때문에 관계가 깊었던 요시아키로부터의 유혹을 거부할 수 없었다는 설.

#### 조정 지시설
'노부나가가 조정을 뒤엎으려 한다'고 생각한 조정이 미쓰히데에게 명을 내려 모반을 했다는 설. 이 설을 뒷받침하는 것으로 1582년경 노부나가는 오기마치 천황옹립등 강력하게 조정을 이끈다. 또 최근 발견된 아즈치성 혼마루어전의 구조물로부터 아즈치성 혼마루는 천황의 거처인 다이리세료덴(清涼殿)의 구조를 본떠 만들어졌다. 또, 역사학자 다치바나 교코는 《덴쇼주넨카키(天正十年夏記)》등을 토대로 왕족인 사네히토 친왕와 구게인 고노에 사키히사가 혼노지의 변의 중심인물로 있다라는 내용의 각종 논문으로 지적했다. 이 조정 흑막설의 주요 논거가 되는 덴쇼주넨카키는 사네히토 친왕의 의형제로 있는 가주지 하레토요의 일기 일부에 쓰여 있다. 사료로써도 실뢰성이 높다 하겠다. 다치바나 교코의 견해에 따르면, 오기마치 천황이 노부나가와 상호의존관계를 구축한 일로 인해 궁핍한 재정 상태를 회복했다는 것은 사실이라 하더라도, 노부나가와 조정의 관계가 양호하다고 할 수 없다. 정무 요직인 산쇼쿠(三職) 취임 문제 등을 고려하면, 조정이 노부나가의 일련의 행동에 위기감을 가졌다고 할 수 있다. 단, 이 덴쇼주넨카키에서 고노에 사키히사가 미쓰히데의 모반에 관여했다는 것은 'ひきよ 히키요[*]'라고 기록되어 있고, 이것을 일본어: 非拠 히쿄[*](재능이 없고 지위가 높음)라고 해석한다면, 고노에 사키히사 관여설이 소멸된다는 지적이 있다.

#### 시코쿠설
비교적 새로운 설. 오다 노부나가는 아케치 미쓰히데에게 시코쿠의 조소카베 가문을 굴복시키라는 명을 한다. 그리하여 미쓰히데의 중신인 사이토 도시미쓰의 여동생을 조소카베 모토치카에게 시집보내 혼인관계를 맺도록 했지만, 1580년에 노부나가는 무력으로 시코쿠를 평정하기로 방침을 변경했기 때문에 미쓰히데는 체면을 구기게 됐다. 오사카에 시코쿠 토벌군이 집결하기 직전을 계산해 미쓰히데(정확히는 도시미쓰)가 혼노지를 습격했다는 설이다.

#### 여러 무장의 흑막설
오다가를 둘러싼 여러 장수들의 흑막설. 도쿠가와 이에야스와 도요토미 히데요시가 주로 거론된다.
이에야스의 경우. 노부나가의 명령으로 장남 노부야스와 부인 쓰키야마도노를 죽인 원한이 있다. 후에 이에야스가 미쓰히데의 친척인 사이토 도시미쓰의 딸 후쿠(가스가노 쓰보네(春日局))를 도쿠가와 이에미쓰의 유모로 천거한다. (실제 후쿠를 천거한 것은 교토 치안을 담당한 이타쿠라 가쓰시게이다.)
히데요시의 경우는 사쿠마 노부모리, 하야시 히데사다 등이 추방되어, 불안에 떨었다는 설이 있다. 그리고, 히데요시는 혼노지의 변이 있을 때, 모리와 전쟁 중(빗추 다카마쓰 성 공격)이었다. 하지만, 바로 모리와 강화를 맺고, 군사를 교토로 되돌린다.(주고쿠오가에시) 그것도 11일만에 대군을 이끌고 온다는데서 사전에 알고 있지 않았나 하는 의견이 있으며, 미쓰히데의 모반으로 가장 큰 이득을 본 것이 히데요시이기 때문에 최대 수혜자를 의심하는 음모론을 제기하는 연구자가 많다. 다른 소수 의견으로는 호소카와 후지타카와 오다 노부타다가 흑막이라는 설도 있다.

#### 보충 설명
- 상기에 더해, '혼간지 흑막설'과 비교적 최근에 연구된 '아케치 가신단의 영주들의 요청에 의한 설' 등도 있다. 신빙성이야 어찌 되었든, 노부나가의 개혁정책은 미쓰히데의 가신단에게도 받아졌다고 생각할 수 있다. 노부나가 군단중 시바타 가쓰이에의 호쿠리쿠통치를 보면 무사단에 있어서 간단히 영지변경한다는 것은 큰 부담과 불안을 초래하는 것이라고 생각할 수 있다. 그러나, 노부나가 자신도 이 같은 영지 변경을 수번정도 했고, 그에 따른 문제를 해결하기 위해 가족들과 수발을 드는 사람들의 이동 등을 행해 그때마다 영지를 발전시켜 나갔지만, 노부나가로서는 그다지 큰일이 아니지만, 가신으로서는 어려운 문제였다. 그래서 오래전부터 마찰을 비졌을 가능성이 있다. 아케치씨와 그 가신, 하인에 관한 구전 등은 몇 개정도 전해지고 있고, 자료에 대한 적은 고증에 관해서는 신빙성이 떨어지므로 좀 더 자료에 대한 분석을 할 필요가 있다.
- 오랫동안 원한설 중에 등장하는 야가미 성 공격에 관해서는, 인질로 되어있던 미쓰히데의 모친이 아닌 숙모라는 설도 있다. 이 야가미 성에 관한 설은 거짓이라고 과거 어떤 서적에서 인정했지만, 단바 미도노[6]에서 미쓰히데가 어머니를 숨기고 보호했다는 구전이 있고, 이를 토대로 보면, 오랫동안 원한설 중에서 야가미 성에 관한 부분이 이야기되고 했지만, 인질이 된 숙모의 희생은 있더라도 혼노지의 변의 주요 원인에서는 벗어난다고 볼 수 있다.
- 이들 이유가 결정적이지 않는 이유로는 원한설을 토대로 삼고 있는 에피소드는 에도 중기 이후에 쓰인 서적에서 볼 수 있고[7], 오다 노부나가, 도요토미 히데요시를 영웅으로써 했던 메이지 시대 이후에는 정치동향의 배려하고, 학문적 논리전개를 방치했던 일을 들 수 있다. 더욱이 미쓰히데는 노부나가로부터 낭인이라고 생각하기 어려울 정도의 대접을 받을 뿐만 아니라, 노부나가는 이시야마 전투에서 만오천의 병력에 미쓰히데가 포위되자 겨우 삼천의 병력을 이끌고 스스로 전선에서 뛰어들어서까지 구출한다. 이 일로 미쓰히데는 노부나가에게 감명을 받았던 것 같다. 또, 아케치가법에는 "자신은 하찮은 신분인데 불구하고 노부나가님께서 배풀어 주신 과분한 은혜와 보살핌은 자손대대로 잊어서는 안된다."라는 문구가 남아있다.
- 혼노지의 변이야 어째든, 지장이라고 칭송받는 미쓰히데라지만, 너무나도 우둔하다는 의견도 많다. 미쓰히데가 변을 일으킨때, 오다 히데노부를 보호하면서 마에다 겐이와 오다 나가마스들이 교토로부터 도망쳤다는 것도 그에 대한 증거이다.
- 미쓰히데는 변이 일어나기 전 3번 제비를 뽑았다라는 일화도 있고, 결심하기 어려웠지 않았냐는 의견도 있다.
- "敵は本能寺にあり[8]"라는 말은 미쓰히데가 한 말이 아니라, 에도 시대의 라이 산요가 기록한 말이다.

#### 예수회음모설
다치바나 교코(立花京子)가 《노부나가와 십자가》라는 책에서 제창한 설로 조선과 명 등 아시아의 침략을 노리던 로마 가톨릭교회 예수회가 일본의 정권 교체를 꾀하기 위해 일으켰다는 설이다. 이설은 "오다 노부나가 정부가 예수회의 꼭두각시에 지나지 않았다" 고 되어 있다. 예수회는 노부나가의 후원자 였는데 노부나가가 예수회와 스페인, 포르투갈 식민 확장 정책 의도에서 일탈하려는 움직임을 보이고, 또 노부나가가 일본 통일을 눈앞에 두자 예수회는 자신들의 통제를 벗어날 것을 우려해 기리시탄이었던 아케치 미쓰히데를 앞세워 노부나가를 죽이게 했다는 것이다. 그러나 신뢰도가 떨어지는 ' 아케치 軍記' 등을 검증 없이 다수 인용 하는 등의 문제가 있어 이 설은 다른 학자들의 비판을 받고 있다.

### 난코보텐카이설
미쓰히데는 오구리스에서 죽지 않고 승려가 되어 피신에 성공하고 후일 신분을 바꾸어 난코보 덴카이가 되었다는 설이 있다. 난코보 덴카이는 에도 시대 초기에 도쿠가와 이에야스의 조언자로서 활약한 승려로, 그의 경력에는 불명확한 점이 많다.
이설의 근거는 다음과 같다.
- 닛코 동조궁(日光東照宮)에 미쓰히데가의 문장으로 있는 도라지 문양의 조각이 다수 있다.
- 닛코에 아케치다이라라 불리는 구역이 있다.
- 2대 쇼군 도쿠가와 히데타다와 그의 아들 3대 쇼군 이에미쓰의 이름에는 미쓰히데의 이름 히데와 미쓰라는 한자가 존재한다.
- 미쓰히데가 죽은 1582년 이후에 히에이산에 미쓰히데의 이름으로 기신[9]한 석비가 있다.
- 학승으로 유명한 덴카이가 입었던 갑옷이 존재한다.

그러나, 도라지 문양의 길경문은 가토 기요마사 등 많은 무장이 사용했었고, 미쓰히데만의 문장이라고 할 수 없다. 덴카이가 일시 승병으로써 갑옷을 입었다 해도 부자연스러운 것이 아니다. 또 덴카이가 아케치 미쓰히데라면, 116세에 죽었다는 것이 되고, 당시 평균 수명으로 본다면 상당히 자연스럽지 않은 부분이나, 실제로 덴카이가 108세에 죽었다고 기록되어 있어 의견이 분분하다. 후일 실시된 필적감정에서는 다른 사람이라는 결과가 나왔다.
더욱이, 승려와 미쓰히데의 관계로 말한다면, 미쓰히데의 아들로 알려진 난코쿠 본케가 건립한 가이운지에는 미쓰히데 유일의 초상화가 남아있지만, 이 절에 있는 미쓰히데 위패의 안에는 "当時開基慶長四巳亥"라고 새겨져 있다. 이 문구의 위패의 관계는 현시점에서는 불명확하다.

## 일화
- 오미 서부에서 잇코잇키 무리와 싸울 때 아케치 병사 18명이 전사한다. 그 후 미쓰히데는 전사자를 기리기 위해 공양미를 사이쿄지(西教寺)에 기부한다. 사이쿄지에는 그당시 상태의 기부장이 남아있다. 그 밖에도 미쓰히데는 전투에서 부상을 입은 가신에게 안부를 묻는 서찰이 다수 존재한다. 이 같이 가신에 대한 마음 씀씀이는 다른 무장에게서는 좀처럼 보기 힘든 것이다. 실제 미쓰히데의 가신단에서는 혼노지의 변에서 한 명의 배신자도 나오지 않았다. 야마자키 전투에서 열세인 것과 관계없이 분전했고, 패전 후 미쓰히데를 피신시키기 위해, 가신이 2백의 기마대 정도에 몸으로 돌격했다는 기록이 있다. 그러나, 미쓰히데가 노부나가를 죽이려고 한다는 일은 일부 가신밖에 몰랐다고 기록되어 있고, 이후 미쓰히데를 지지하는 지지자는 대부분 없었다. 그러나 노부나가에 대한 토벌에 대해 몰랐던 가신들을 미쓰히데가 의도적으로 공범자로 만들어 빠져나가지 못하게 만들었다는 의견도 있다.
- 노부나가를 칠 때 무방비의 혼노지를 습격하고 주군을 살해했다는 오명으로 인해 미쓰히데의 편은 매우 적었다. 미쓰히데의 편이 되어준 교고쿠 다카쓰구와 다케다 모토아키는 노부나가에게 배제된 구시대적 인물이었다. 그에 반해 그의 친척이라 할 수 있는 호소카와 후지타카는 끝까지 미쓰히데의 편을 들지 않았고, 더욱이 가모 가타히데와 야마오카 가게타카 등 오미 호족에게는 정면으로 거절당했다. 교토의 민중들이 미쓰히데가 주왕을 친 무왕을 자칭하는 것을 비웃었다는 기록도 있으며, 당시 일반적으로 혼노지의 변은 모반으로 받아들여진 것으로 보인다.
- 노부나가를 죽인 후, 노부나가의 거성 아즈치성을 점령하고 성안의 보물을 모두 자신의 거성 사카모토성으로 옮기는 등, 혼노지의 변 직후부터 자신의 명성을 해치는 행동이 눈에 띈다. 또 혼노지의 변 때에도 교토 봉쇄가 완전하지 않아 마에다 겐이와 오다 나가마스 등이 탈출에 성공하는 등 군율이 흐트러진 모습이 확인된다. 노부나가의 존재가 병사들로 하여금 군규를 엄히 지키게 했다면, 미쓰히데에게는 그러한 수완 또는 인망이 없었다고 생각할 수 있다. 실제 아케치군 이외의 다른 세력에서도 노부나가 사후 군영을 이탈하는 자가 많았고, 사기를 올리기 위해 포상을 베푸는 등 일시적으로 무질서 상태가 나타났다.
- 여러 학문을 통해 와카, 다도를 좋아했던 문화인이다. 또 내정수완이 뛰어나고, 영민들을 아껴 선정을 배풀었다고 한다. 현재에도 미쓰히데의 공덕을 기리는 지역이 많이 있다.
- 미쓰히데는 노부나가를 토벌한 후, 상경하자 교토 주변의 조정과 마을 주민 그리고, 사찰 등의 여러 세력들이 금과 은을 진상했다. 또, 교토 및 단바의 지세(地税)를 영구 면제하는 정책을 폈다. 그에 대해 오기마치 천황은 변후 불과 7일간 3번이나 칙사를 파견한다.
- '아케치 미쓰히데 공 가보각서(明智光秀公家譜覚書)'에 따르면, 변후 시기에 미쓰히데는 궁에 입궐해서 주산이(從三位) 주조(中將)의 관위와 세이이타이쇼군의 직위를 받았다고 기록되어 있다.
- 루이스 프로이스의 일본사에 "배신과 밀회(密会)를 좋아한다.", "형벌에 있어서는 잔혹하다.", "인내심이 깊다.", "계략과 책략의 달인.", "축성기술이 뛰어나다.", "전쟁에 있어서 숙련된 무사를 잘 다룬다." 등 미쓰히데를 평했다. 단 스즈키 마사야와 후지모토 마사유키의 공저 '信長は謀略で殺されたのか(노부나가는 모략에 의해 살해되었는가)'에서는 노부나가에 대한 프로이스의 인물평을 폭넓게 채용하고 있지만, 미쓰히데에 대한 평은 무시하고 있다. 이렇듯 프로이스의 기술을 그대로 신뢰하는 것은 어렵다는 의견이 일부 있다.
- 정치, 군사에 뛰어난 재능을 발휘했기 때문에 질투의 대상이 되었다고 한다. 아사쿠라 요시카게의 휘하에 있을 때는 미쓰히데가 장차 오다 노부나가에게 돌아서려 한다는 요시카게의 가신 구라타니 후쿠치(후에 그의 딸은 요시카게의 첩이 된다.)가 참언을 했고, 이것을 믿은 요시카게는 미쓰히데를 냉대했다고 한다.
- 조총의 명수로 아사쿠라 요시카게에게 섬길 적에 사방이 1자(30.3 cm) 정도 되는 표적을 놓고 25간(약45.5m)에서 명중시켰다고 한다. 그밖에도 하늘을 나는 새를 쏘아 떨어뜨린 일화도 있다.

## 계보
시조는 헤이안 시대 무장 미나모토노 요리미쓰(源賴光)로 해서 세이와 겐지(清和源氏)의 미노도키씨 일파다.